# Samukawa
Samukawa (寒川町, Samukawa-machi) és una vila i municipi pertanyent al districte de Kōza, sent el seu únic municipi, de la prefectura de Kanagawa, a la regió de Kanto, Japó. El nom de la vila, Samukawa, es pot traduir al català com a "riu fred".

## Geografia
La vila de Samukawa es troba localitzada a la part central de la prefectura de Kanagawa. El riu Sagami passa per la vila i l'entorn del municipi és principalment urbà amb alguns camps de conreu. El terme municipal de Samukawa limita amb els d'Ebina al nord, Atsugi i Hiratsuka a l'oest, Chigasaki al sud i Fujisawa a l'est.

### Barris
Els chōchō o barris de la vila són els següents:
- Ichinomiya (一之宮)
- Ōzō (大蔵)
- Ōmagari (大曲)
- Okada (岡田)
- Kurami (倉見)
- Koyato (小谷)
- Koyurugi (小動)
- Tabata (田端)
- Nakaze (中瀬)
- Miyayama (宮山)

## Història
A l'antiguitat, des de vora el període Nara fins a la fi del període Tokugawa, la zona on se troba l'actual municipi va formar part de l'antiga província de Sagami. L'Ichinomiya o santuari principal xintoista de la província de Sagami és el santuari de Samukawa, localitzat a la vila. Després de la restauració Meiji i sota la nova llei de municipis, l'1 d'abril de 1889 es fundà el poble de Samukawa. Degut a la seu augment demogràfic, el poble de Samukawa va assolir l'1 de novembre de 1940 la categoria de vila. Fins a la fi de la Segona Guerra Mundial, l'arsenal naval de Sagami de la Marina Imperial Japonesa s'hi trobava a Samukawa.

## Demografia
| 1920   | 1930   | 1940   | 1950   | 1960   | 1970   | 1980   |
| ------ | ------ | ------ | ------ | ------ | ------ | ------ |
| 5.364  | 5.948  | 6.772  | 11.206 | 11.564 | 22.946 | 36.417 |
| 1990   | 2000   | 2010   | 2020   | 2030   | 2040   | 2050   |
| 44.532 | 46.369 | 47.671 | 48.532 | -      | -      | -      |

## Transport

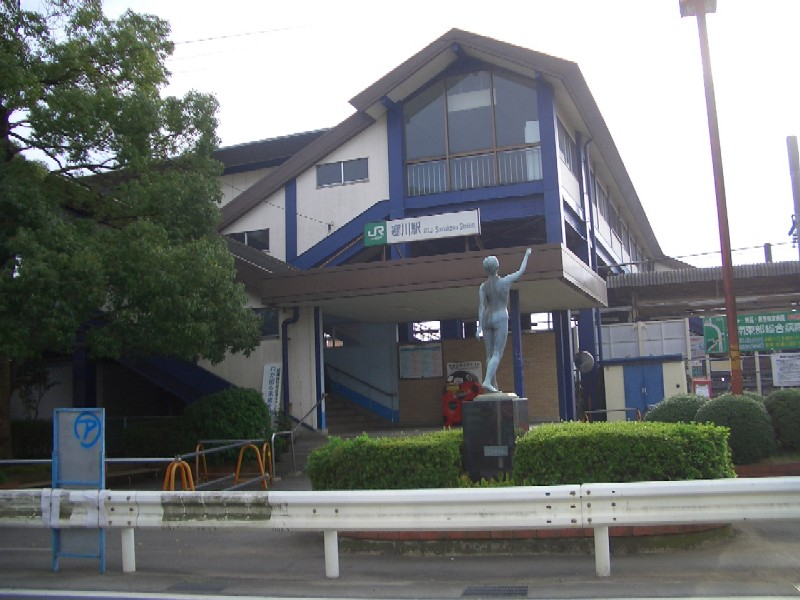
Estació de Samukawa

### Ferrocarril
- Companyia de Ferrocarrils del Japó Oriental (JR East)
  - Samukawa - Miyayama - Kurami

### Carretera
- Autopista central metropolitana (Ken-Ō)
- Xarxa de carreteres prefecturals de Kanagawa (44, 45, 46 i 47)

## Agermanaments
- Sagae, prefectura de Yamagata, Japó. (1 de novembre de 1990)